# سارا موراي
سارا موراي (بالإنجليزية: Sara Murray)‏ هي رائدة أعمال بريطانية، ولدت في نوفمبر 1968 في لانكشر في المملكة المتحدة.